# Saint-Palais, Pyrénées-Atlantiques
Saint-Palais (tiếng Basque: Donapaleu) là một xã thuộc tỉnh Pyrénées-Atlantiques trong vùng Nouvelle-Aquitaine miền tây nam nước Pháp.